# Bahnstrecke Saint-Nazaire–Le Croisic
| Streckenende in Le Croisic |                      |                           |                           |
| Streckennummer (SNCF): | 516 000              |                           |                           |
| Kursbuchstrecke (SNCF): | 380                  |                           |                           |
| Streckenlänge: | 26,1 km              |                           |                           |
| Spurweite: | 1435 mm (Normalspur) |                           |                           |
| Stromsystem: | 25 kV 50 Hz ~        |                           |                           |
| Streckengeschwindigkeit: | 90 km/h              |                           |                           |
| |                      |                           |                           |
| \| \| \| von Tours \| \| \| \| \| ursprüngliche Trasse \| \| \| \| \| zum Hafen \| \| \| \| \| \| \| \| \| 494,005493,658 \| Saint-Nazaire (seit 1955) \| Saint-Nazaire (seit 1955) \| \| \| 494,5 \| Saint-Nazaire (bis 1955) \| Saint-Nazaire (bis 1955) \| \| \| \| \| \| \| \| 500,6 \| Saint-André-des-Eaux \| Saint-André-des-Eaux \| \| \| 506,1 \| Pornichet \| Pornichet \| \| \| \| Neutrassierung 1927 \| \| \| \| 508,3 \| La Baule-Les Pins \| La Baule-Les Pins \| \| \| 510,3 \| La Baule-Escoublac \| La Baule-Escoublac \| \| \| \| nach Guérande \| \| \| \| \| \| \| \| \| \| Priel von Le Pouliguen \| \| \| \| 513,7 \| Le Pouliguen \| Le Pouliguen \| \| \| 517,2 \| Batz-sur-Mer \| Batz-sur-Mer \| \| \| 519,8 \| Le Croisic \| Le Croisic \| |                      |                           |                           |
| Strecke |                      | von Tours                 | von Tours                 |
| Strecke von links (außer Betrieb) · Abzweig geradeaus, ehemals nach rechts und ehemals von rechts |                      | ursprüngliche Trasse      | ursprüngliche Trasse      |
| Strecke (außer Betrieb) · Abzweig geradeaus und nach links |                      | zum Hafen                 | zum Hafen                 |
| Strecke (außer Betrieb) · Abzweig geradeaus und ehemals nach links · Strecke von rechts (außer Betrieb) |                      |                           |                           |
| Strecke (außer Betrieb) · Bahnhof · Strecke (außer Betrieb) | 494,005493,658       | Saint-Nazaire (seit 1955) | Saint-Nazaire (seit 1955) |
| Strecke (außer Betrieb) · Strecke · Kopfbahnhof Streckenende (Strecke außer Betrieb) | 494,5                | Saint-Nazaire (bis 1955)  | Saint-Nazaire (bis 1955)  |
| Strecke nach links (außer Betrieb) · Abzweig geradeaus und ehemals von rechts |                      |                           |                           |
| ehemaliger Bahnhof | 500,6                | Saint-André-des-Eaux      | Saint-André-des-Eaux      |
| Bahnhof | 506,1                | Pornichet                 | Pornichet                 |
| Abzweig geradeaus und ehemals nach links · Strecke von rechts (außer Betrieb) |                      | Neutrassierung 1927       | Neutrassierung 1927       |
| Haltepunkt / Haltestelle · Strecke (außer Betrieb) | 508,3                | La Baule-Les Pins         | La Baule-Les Pins         |
| Bahnhof · Bahnhof (Strecke außer Betrieb) | 510,3                | La Baule-Escoublac        | La Baule-Escoublac        |
| Strecke quer (außer Betrieb) · Abzweig geradeaus und ehemals nach rechts · Abzweig geradeaus und nach rechts (Strecke außer Betrieb) |                      | nach Guérande             | nach Guérande             |
| Abzweig geradeaus und ehemals von links · Strecke nach rechts (außer Betrieb) |                      |                           |                           |
| Brücke über Wasserlauf |                      | Priel von Le Pouliguen    | Priel von Le Pouliguen    |
| Haltepunkt / Haltestelle | 513,7                | Le Pouliguen              | Le Pouliguen              |
| Haltepunkt / Haltestelle | 517,2                | Batz-sur-Mer              | Batz-sur-Mer              |
| Kopfbahnhof Streckenende | 519,8                | Le Croisic                | Le Croisic                |

Die Bahnstrecke Saint-Nazaire–Le Croisic ist eine französische Bahnstrecke in der Verlängerung der Bahnstrecke Tours–Saint-Nazaire. Sie erschließt damit die Atlantikküste westlich der Loiremündung, insbesondere den Badeort La Baule und den Hafen von Le Croisic, und verbindet sie mit Saint-Nazaire und weiter mit Nantes und Paris.

## Geschichte
Die Eisenbahn erreichte Saint-Nazaire 1857, als die Chemin de fer de Paris à Orléans (PO) das letzte Teilstück der Bahnstrecke Tours–Saint-Nazaire eröffnete. In Le Croisic erkannte man die Chancen, die dieses Verkehrsmittel für die örtlichen Produkte, insbesondere Fischereiprodukte und Meersalz, bot. Die Stadt reichte ein Gesuch ein, die Bahn bis zu ihr zu verlängern.
Auch der Generalrat des Département Loire-inférieure unterstützte den Wunsch. 1867 bot er zusammen mit den interessierten Gemeinden an, alle für eine Eisenbahn benötigten Flächen kostenlos zur Verfügung zu stellen. Am 19. Juni 1869 wurde ein kaiserliches Dekret erlassen, das das öffentliche Interesse an dieser Bahnstrecke feststellte.
Diese Strecke wurde in ein „Gesetz zur Ausführung mehrerer Eisenbahnen“ aufgenommen, das am 18. Juli 1868 verkündet wurde. Es erlaubte dem Landwirtschafts-, Handels- und Bauministerium, sich mit bis zu 50 000 Franc Subvention am Bau zu beteiligen.
Am 22. Dezember 1869 wurde eine öffentliche Ausschreibung der Konzession bekannt gegeben. Das günstigste Angebot bei der Angebotsöffnung am 9. März 1870 war von den Herren J. Cohen, Monteaux und dem Grafen von Villermont mit 25 000 Francs; mit einem Dekret vom 27. April wurde ihnen der Zuschlag erteilt und sie wurden aufgefordert, eine Aktiengesellschaft zu gründen. Die Konzession wurde anschließend an die Gesellschaft „Compagnie du chemin de fer de Saint-Nazaire au Croisic“ vergeben.
Im Mai 1870 baten die Ingenieure der neuen Gesellschaft, private Grundstücke für die endgültige Planung betreten zu dürfen. Aber die Planung wurde durch den Deutsch-Französischen Krieg aufgehalten; die ausgearbeitete Trasse konnte dem Ministerium erst am 18. April 1871 eingereicht werden. Sie wurde am 29. Juni desselben Jahres genehmigt.
Die Gesellschaft geriet jedoch in Schwierigkeiten; mit Vertrag vom 26. April 1877 wurde ihr die Strecke vom Staat abgekauft.
Am 11. Mai 1879 eröffnete die staatliche Eisenbahnverwaltung die Strecke, zusammen mit einer Zweigstrecke nach Guérande.

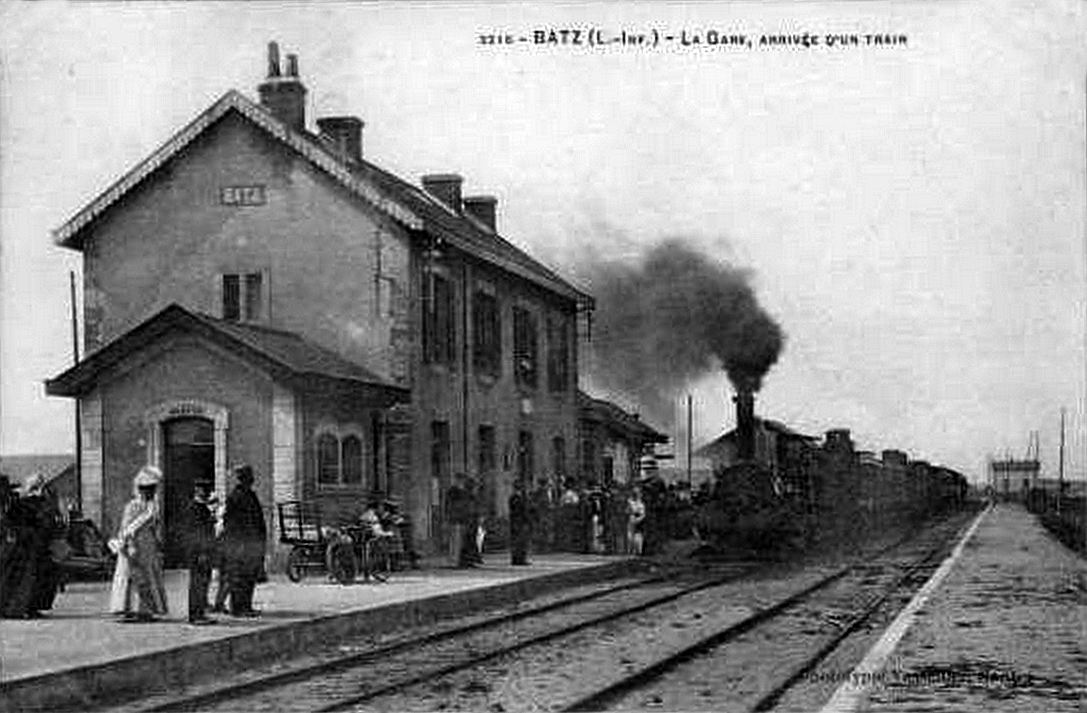
Bahnhof Batz-sur-Mer um 1900

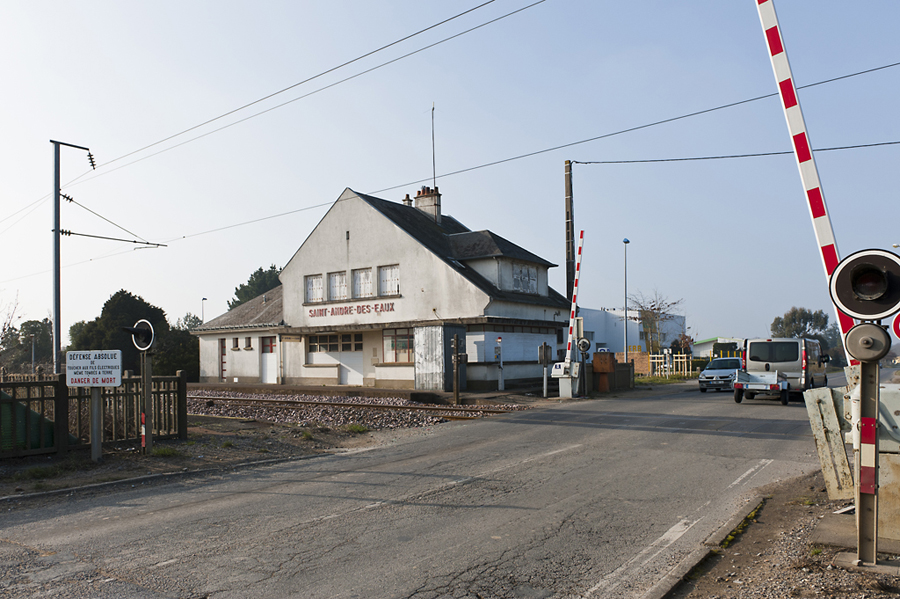
Ehemaliger Bf. Saint-André-des-Eaux

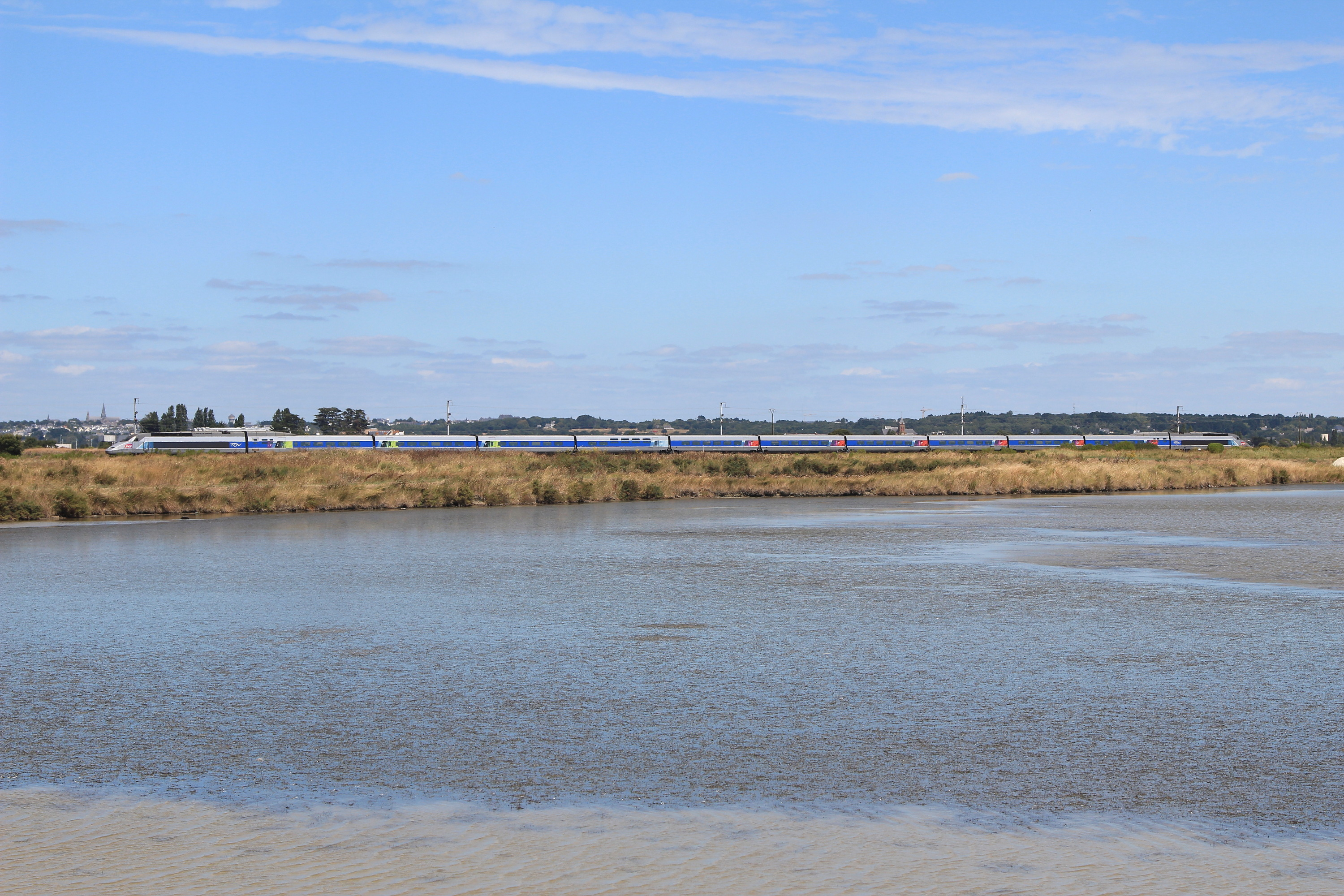
TGV Atlantique in den Salzgärten bei Pouliguen

1883 wurde die Strecke an die Compagnie du chemin de fer de Paris à Orléans vergeben.
Der Fremdenverkehr entlang der Küste lebte auf. 1927 wurde die Strecke auf vier Kilometern bei La Baule weiter ins Landesinnere verlegt, um Platz für Hotelprojekte zu schaffen. Dabei wurde auch ein zusätzlicher Haltepunkt in La Baule-Les Pins eingerichtet und ein neuer Anschluss für die Zweigstrecke verlegt.
Nach dem Zweiten Weltkrieg, im Rahmen des Wiederaufbaus von Saint-Nazaire, wurde die Strecke im Stadtgebiet verändert. Der alte Kopfbahnhof wurde zugunsten eines Durchgangsbahnhofs aufgegeben. Die Strecke wurde 1986 zur Vorbereitung auf den TGV Atlantique nach Paris-Montparnasse elektrifiziert. Durch den Entfall des Lokwechsels wurden durchgehende Züge um 15 min beschleunigt. Gleichzeitig wurde der Bahnhof Saint-André-des-Eaux geschlossen; 1988 wurden durchgehend verschweißte Schienen verlegt und die Bahnsteige für den TGV angepasst. Seitdem hat es keine größeren Änderungen gegeben; 1990 wurde die Zweigstrecke nach Guérande endgültig stillgelegt.

## Streckenbeschreibung

### Verlauf
Die eingleisige Strecke verlässt den Bahnhof von Saint-Nazaire nach Nordwesten. Nach Unterquerung der ebenfalls nach La Baule führenden Schnellstraße D 213 erreicht sie die Brière. Mit mehreren Kurven umfährt sie besonders moorige Bereiche und wendet sich dann nach Südwesten, zur Küste. Sie passiert den geschlossenen Bahnhof von Saint-André-des-Eaux. Immer noch in Richtung Küste, unterquert sie erneut die Schnellstraße und verlässt dann die Brière und das Stadtgebiet von Saint-Nazaire.

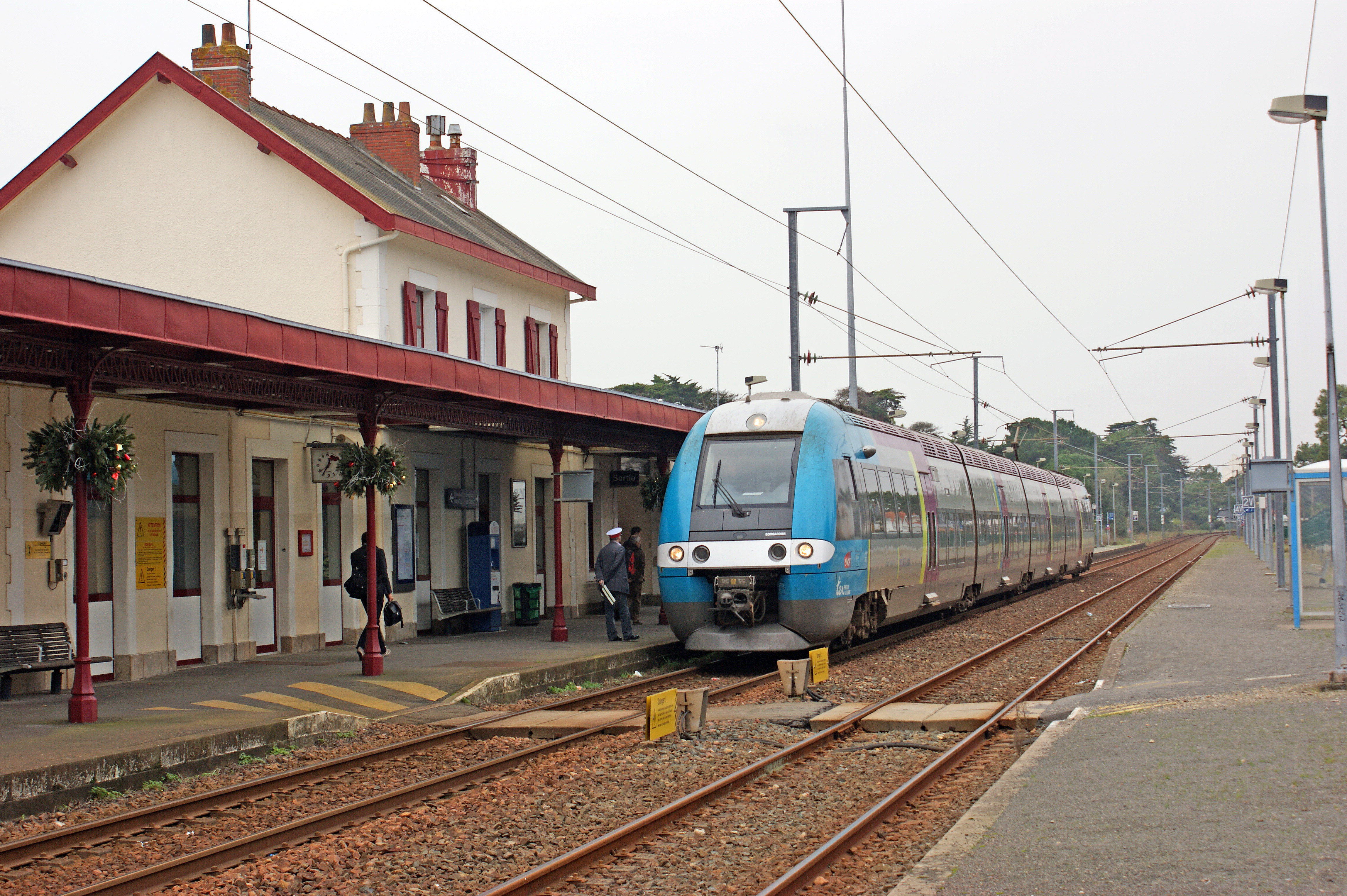
Bahnhof Pornichet

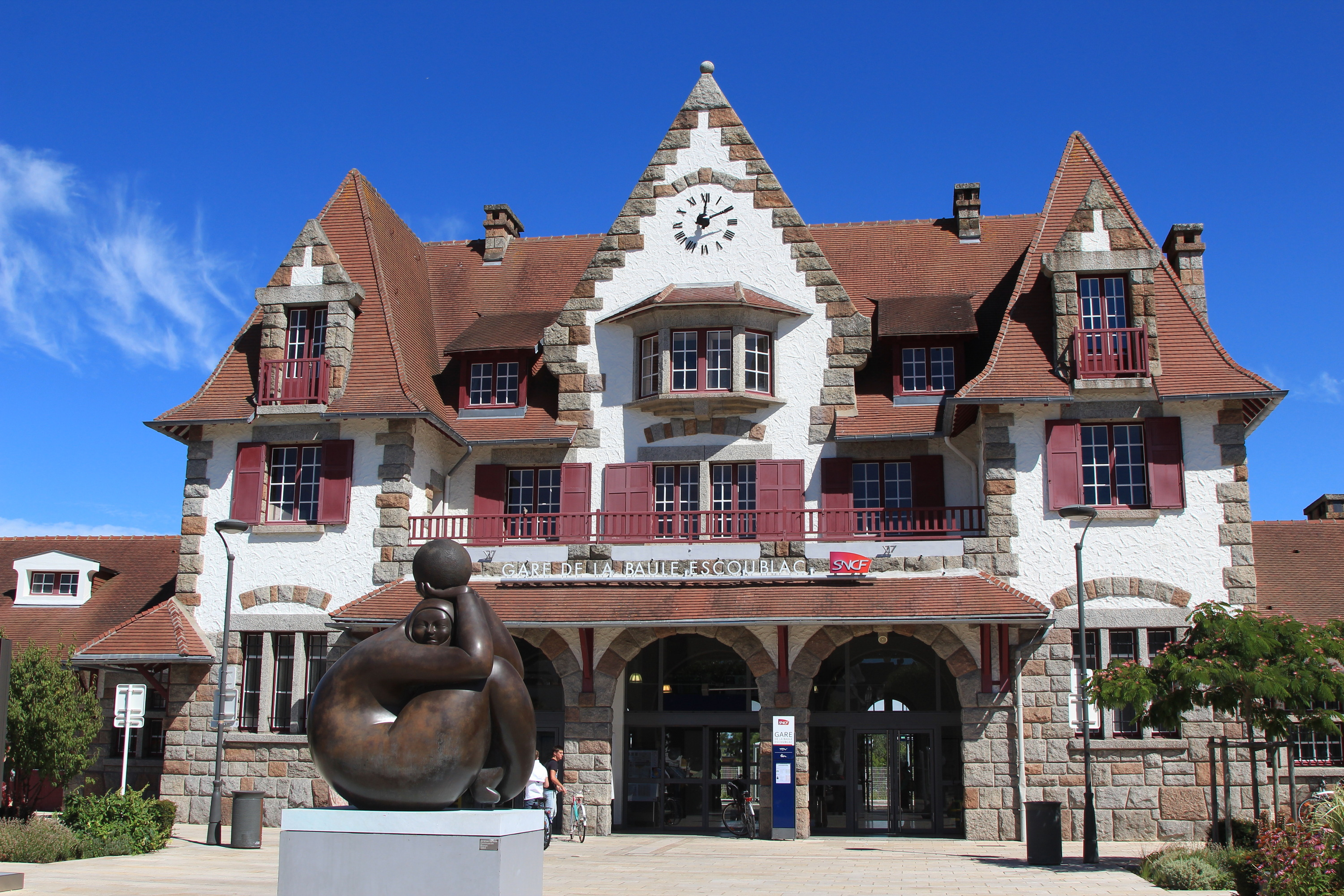
Bahnhofsgebäude La Baule-Escoublac

Sie führt weiter nach Südwesten und dann nach Westen, wo sie den Bahnhof von Pornichet erreicht. In etwa 200 m Abstand zur Küste dreht sie nach Nordwesten und zum Halt La Baule-Les Pins, wo sie Wohngebiete von einem Wald trennt. In einigem Abstand folgt sie dem Strand und erreicht den Bahnhof von La Baule-Escoublac. Auf einer Brücke überquert sie den Priel, der die Salzwiesen und Salzgärten von Guérande durchfließt; diese Brücke ist das einzige größere Ingenieurbauwerk der Strecke. Es folgt der Bahnhof Pouliguen. Nach einem gradlinigen Abschnitt und dem Bahnhof Batz-sur-Mer folgt eine Rechtskurve auf einem Damm durch die Salzgärten. Danach wird der Endbahnhof Le Croisic erreicht.

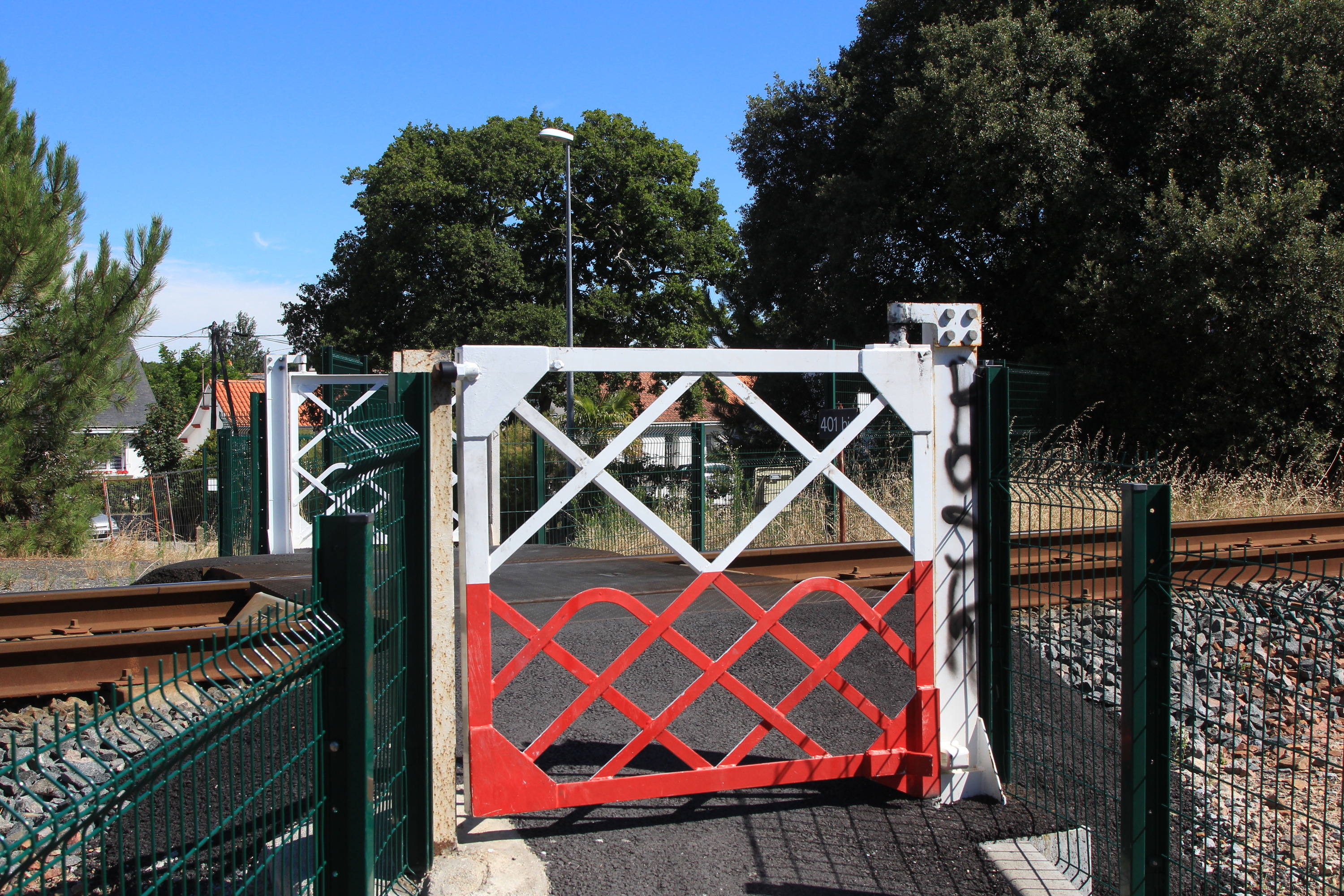
Fußgängerüberweg in La Baule

Die Strecke hat insgesamt 30 Bahnübergänge.

### Signalisation
Die Strecke ist nicht mit dem Zugbeeinflussungssystem KVB (Contrôle de vitesses par balises) ausgerüstet. Es wird der Streckenblock BAPR (Block automatique à permissivité restreinte) eingesetzt, an den beiden Endbahnhöfen BAL (Block automatique lumineux).

## Verkehr

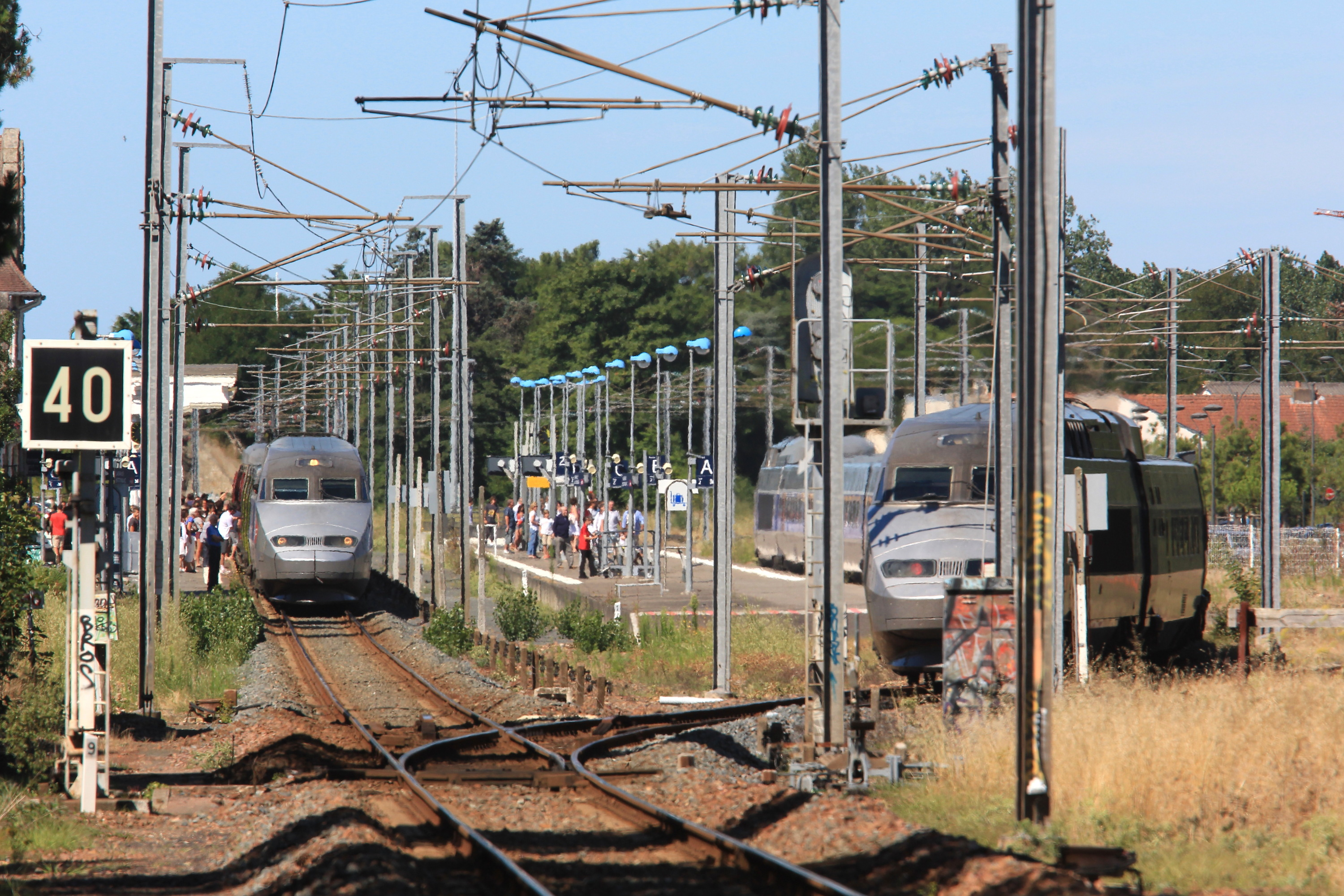
Zwei TGV begegnen sich im Bahnhof La Baule-Escoublac

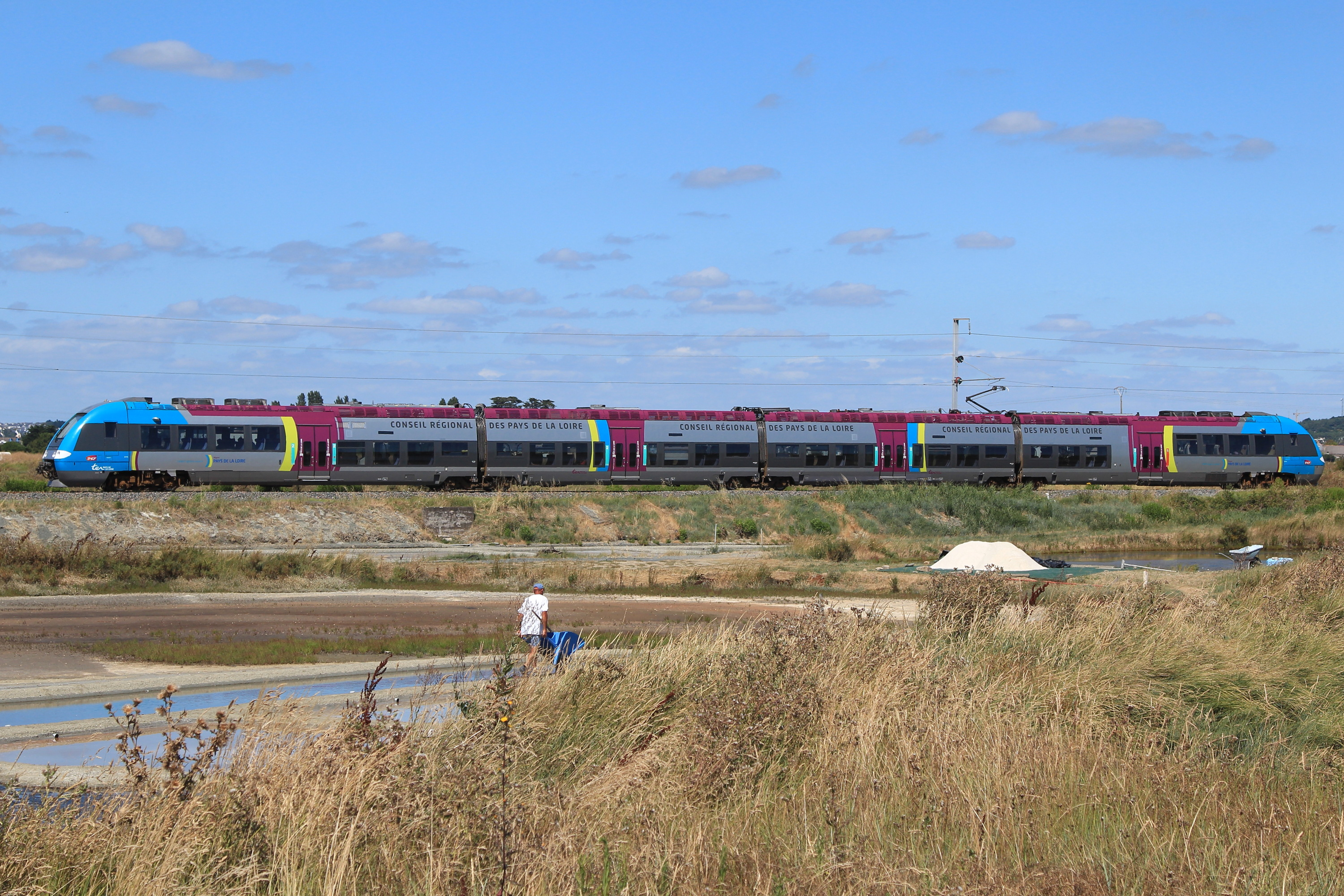
ZGC des TER Pays de la Loire bei Pouliguen

Die Strecke wird heutzutage vom Nahverkehr des TER Pays de la Loire bedient. Die Züge fahren über Saint-Nazaire nach Nantes durch. Es besteht kein Taktverkehr.
Hinzu kommen einzelne TGV von Paris Gare Montparnasse über die LGV Atlantique und Nantes nach Le Croisic. Zahl und Zeitlage dieser Züge sind stark von Saison und Wochentag abhängig.